# Club Deportivo Mirandés 2015-2016
Questa voce raccoglie le informazioni riguardanti il Club Deportivo Mirandés nelle competizioni ufficiali della stagione 2015-2016.

## Rosa
| N. |                    | Ruolo | Calciatore      |
| -- | ------------------ | ----- | --------------- |
| 1  | Spagna (bandiera)  | P     | Raúl Fernández  |
| 2  | Francia (bandiera) | D     | Mickaël Gaffoor |
| 3  | Spagna (bandiera)  | D     | Gorka Kijera    |
| 4  | Spagna (bandiera)  | D     | Carlos Lázaro   |
| 5  | Spagna (bandiera)  | D     | Javi Cantero    |
| 6  | Spagna (bandiera)  | D     | Álex Ortiz      |
| 7  | Spagna (bandiera)  | C     | Josu Hernáez    |
| 8  | Spagna (bandiera)  | C     | Marco Sangalli  |
| 9  | Spagna (bandiera)  | A     | Abdón Prats     |
| 10 | Spagna (bandiera)  | C     | Fran Carnicer   |
| 11 | Spagna (bandiera)  | C     | Dani Provencio  |
| 14 | Spagna (bandiera)  | A     | Ernesto Galán   |

| N. |                   | Ruolo | Calciatore     |
| -- | ----------------- | ----- | -------------- |
| 15 | Spagna (bandiera) | C     | Carlos Moreno  |
| 16 | Spagna (bandiera) | C     | Iñigo Eguaras  |
| 18 | Spagna (bandiera) | A     | Ion Vélez      |
| 19 | Spagna (bandiera) | C     | Alain Oyarzun  |
| 20 | Spagna (bandiera) | A     | Aridane        |
| 21 | Spagna (bandiera) | D     | Álvaro Corral  |
| 22 | Spagna (bandiera) | C     | Álex García    |
| 23 | Spagna (bandiera) | C     | Néstor Salinas |
| 24 | Spagna (bandiera) | C     | Rúper          |
| 25 | Spagna (bandiera) | P     | Imanol Elías   |
| 30 | Spagna (bandiera) | P     | Sergio Pérez   |